# Sebastian Bohren
Sebastian Bohren (né en 1987 à Winterthur) est un violoniste suisse. 

## Biographie
Sebastian Bohren a suivi des cours auprès de Jens Lohmann, suivis d'études avec Robert Zimansky et Zakhar Bron à la Haute École d'art de Zurich, avec Igor Karsko à la Haute École de Lucerne et avec Ingolf Turban à l'Université de musique et des arts de Munich de Munich. Bohren a assisté à de nombreuses classes de maîtres sous la tutelle de Shmuel Ashkenasi, Thomas Brandis, Giuliano Carmignola, Ana Chumachenco et Dmitri Sitkovetsky. 
En tant que soliste, Bohren a joué avec des orchestres dans sa Suisse natale et à l'étranger, tels que l'Orchestre Symphonique de Lucerne dirigé par James Gaffigan, l'Orchestre de chambre de Zurich sous la direction de Muhai Tang, le Camerata de Zurich dirigé par Patrick Lange et Igor Karsko, le Zurich Stretta Consort, l'Orchestre de Padoue et de Vénétie, l'Orchestre de la Chapelle de la Cour de Saint-Pétersbourg et la Philharmonie de Munich, ainsi que des émissions sur les chaînes de radio et de télévision suisses. Il a joué dans des festivals du monde entier en tant que membre d'ensembles tels que le London Steve Reich Ensemble et le Chamber Aartists. 
Bohren s'est produit dans des pays d'Europe, d'Asie et d'Amérique du Sud, y compris lors de nombreuses premières mondiales. Il a collaboré avec des chefs tels Heinrich Schiff, Nicolae Moldoveanu et Patrick Lange, et avec des partenaires tels que Mayuko Kamio, Thomas Demenga, Roby Lakatos, Benjamin Schmid, Maximilian Hornung, Dmitry Sitkovetsky, Fabio di Casola, Orfeo Mandozzi, Dmitri Demiashkin et Alexander Zemtsov. En 2015, Bohren a participé comme artiste au festival d'été de Boswil. 
Sebastian Bohren est membre du Quatuor Stradivari depuis 2012,. Il joue sur un roi Sloma (1710), Stradivarius appartenant à la Fondation Habisreutinger et sur un violon de Michael Rhonheimer.

## Prix
Sebastian Bohren a remporté de nombreux concours et prix et est titulaire d'une bourse de la Fondation LYRA. En 2007, Bohren a reçu la bourse de la Fondation Marguerite Meister, basée à Zurich. En juillet 2011, il a remporté le Curt Dienemann Music Award basé à Lucerne et une bourse de la Fondation Carl Hirschmann.

## Discographie
- 2011 : avec Kevin Griffiths : Steve Reich, Différents trains, EMI Classics.
- 2012 : avec la Junge Philharmonie de Munich : Mozart Sinfonia Concertante (KV 364 / 320d), Munich: Zeitklänge[5].
- 2015 : avec l'orchestre de Padoue et de Vénétie : Concerto pour violon d'Ignace Pleyel.
  - Concerto pour violon de Beethoven, Schumann, Fantasie RCA Red Seal.
- 2018 : avec l'ensemble CHAARTS et Gabor Takacs-Nagy : Mozart, concertos au violon.